# Pavlo Klimkin
Pavlo Anatolijovitj Klimkin (ukrainska: Павло Анатолійович Клімкін), född 25 december 1967 i Kursk, Ryska SFSR, Sovjetunionen, är en ukrainsk diplomat, politiker och var utrikesminister i Ukraina mellan 19 juni 2014 och 29 augusti 2019. Han var tidigare Ukrainas ambassadör i Tyskland.
Efter att Andrij Desjtjytsia hamnade i blåsväder när han i juni 2014 använde ett nedsättande ord för att beskriva Rysslands president Vladimir Putin, varpå Rysslands utrikesminister Sergej Lavrov sade att han inte skulle tala med Desjtjytsia igen, valde Ukrainas president Petro Porosjenko att ersätta honom med Klimkin. Nomineringen blev med 335 röster godkänd av parlament.
Klimkin pratar utöver ukrainska och ryska flytande engelska och tyska och även en del franska och spanska.